# Мухмерки
Мухмерки (чечен. Мух мерка) — хутор в Итум-Калинском районе Чеченской Республики.

## География
Расположен на правом берегу реки Аргун. Ближайшие населённые пункты: на севере — бывшие сёла Нижний Херахой и Верхний Херахой, на западе — село Итум-Кали, на востоке — село Тазбичи.

## История
В 1944 году коренное население ЧИ АССР было выселено. После восстановления ЧИ АССР чеченцам было запрещено селиться в своих исконных районах: Галанчожском, Шатойском и Итум-Калинском.